# 光彩事业星
小行星7497（7497 Guangcaishiye）是一颗围绕太阳公转的小行星。1995年12月17日，北京天文台施密特CCD小行星计划在兴隆县发现了此天体。1999年10月26日，在人民大会堂举行的小行星命名仪式上，经国际小天体命名委员会批准，小行星7497被正式命名为“光彩事业星”，以此纪念希望工程十周年。
这颗小行星的绝对星等为353.9758270827978等。